# Lybecksgrundet
Lybecksgrundet är en ö i Finland. Den ligger i Norra kvarken och i kommunen Korsholm i den ekonomiska regionen  Vasa i landskapet Österbotten, i den västra delen av landet. Ön ligger omkring 31 kilometer norr om Vasa och omkring 400 kilometer norr om Helsingfors.
Öns area är 5,6 hektar och dess största längd är 490 meter i nord-sydlig riktning.